# Świnków (województwo wielkopolskie)
Świnków – wieś w Polsce położona w województwie wielkopolskim, w powiecie krotoszyńskim, w gminie Krotoszyn.
| SIMC    | Nazwa                   | Rodzaj                      |
| ------- | ----------------------- | --------------------------- |
| 1007286 | Janów                   | część wsi (po 2023 r. wieś) |
| 0202264 | Pustkowie Jędrzejewskie | część wsi                   |
| 0202270 | Rudy                    | część wsi                   |

Miejscowość leżała w obrębie księstwa krotoszyńskiego (1819-1927), którym władali książęta rodu Thurn und Taxis. W okresie Wielkiego Księstwa Poznańskiego (1815-1848) miejscowość należała do wsi większych w ówczesnym pruskim powiecie Krotoszyn w rejencji poznańskiej. Świnków należał do okręgu krotoszyńskiego tego powiatu i stanowił część majątku Orpiszewo, którego właścicielem był wówczas książę Maximilian Karl von Thurn und Taxis. Według spisu urzędowego z 1837 roku wieś liczyła 331 mieszkańców, którzy zamieszkiwali 38 dymów (domostw).
W latach 1975–1998 miejscowość położona była w województwie kaliskim.